# Моїмакко
Моїмакко (італ. Moimacco) — муніципалітет в Італії, у регіоні Фріулі-Венеція-Джулія,  провінція Удіне.
Моїмакко розташоване на відстані близько 480 км на північ від Рима, 65 км на північний захід від Трієста, 13 км на схід від Удіне.
Населення — 1701 особа (2014).
Щорічний фестиваль відбувається 15 серпня. 

## Демографія
Населення за роками:

Станом на 1 січня 2023 року в муніципалітеті офіційно проживало 56 іноземців з 18 країн, серед них 10 громадян країн Євросоюзу та 9 громадян України.

## Сусідні муніципалітети
- Чивідале-дель-Фріулі
- Фаедіс
- Премаріакко
- Реманцакко
- Торреано